# ニューオーリンズ (防護巡洋艦)
|          |                                                                                               |
| 艦歴     |                                                                                               |
| 発注     |                                                                                               |
| 起工     | 1895年                                                                                        |
| 進水     | 1896年12月4日                                                                                 |
| 就役     | 1898年3月18日                                                                                 |
| 退役     | 1922年11月16日                                                                                |
| その後   | 1930年にスクラップとして廃棄                                                                  |
| 除籍     | 1929年11月13日                                                                                |
| 性能諸元 |                                                                                               |
| 排水量   | 3,769トン                                                                                     |
| 全長     | 354 ft 5 in (108.0 m)                                                                         |
| 全幅     | 43 ft 9 in (13.3 m)                                                                           |
| 吃水     | 18 ft (5.5 m)                                                                                 |
| 機関     |                                                                                               |
| 最大速   | 20ノット (37 km/h)                                                                            |
| 乗員     | 士官、兵員366名                                                                               |
| 兵装     | 6インチ砲6門、 4.7インチ砲4門、 6ポンド砲10門、 1ポンド砲8門、 機銃2基、18インチ魚雷発射管3門 |

ニューオーリンズ (USS New Orleans, PG-34/CL-22) は、アメリカ海軍の防護巡洋艦。ニューオーリンズ級防護巡洋艦の1番艦。艦名はルイジアナ州ニューオーリンズに因む。日本ではニューオリンズと表記される場合もある。

## 艦歴
ニューオーリンズは1895年にブラジル海軍の発注した防護巡洋艦アマゾナス (Amazonas) として、ニューカッスル・アポン・タインのアームストロング・ミッチェル社で起工した。1896年12月4日に進水したが、建造途中の1898年3月16日にアメリカ海軍によって購入され、1898年3月18日にグレーブゼンドで艦長アーサー・P・ナズロ少佐の指揮下就役した。
ニューオーリンズは1898年3月27日にニューヨークを出航し、米西戦争での任務に向かう。5月17日にバージニア州ノーフォークを出航し、5月30日にサンティアーゴ・デ・クーバ沖で遊撃艦隊に合流する。翌日の午後、マサチューセッツ (USS Massachusetts, BB-2) およびアイオワ (USS Iowa, BB-4) と共に湾を踏査し、スペイン艦および沿岸砲台との砲撃戦を行う。6月6日および16日に湾入り口の砲台に対する艦砲射撃に参加し、石炭補給のためキーウェストに向かう。そのため7月3日のサンチャゴ・デ・キューバ海戦には参加できなかった。
夏を通してニューオーリンズはグアンタナモ湾、サンフアン、プエルトリコの間の封鎖のための巡航を行い、フランスの封鎖突破船オリンデ・ロドリゲス (Olinde Rodrigues) を7月17日に拿捕した。ニューオーリンズは10月20日に平和記念祭のためにペンシルベニア州フィラデルフィアに到着し、その後ニューヨークで平時任務の準備を行う。1899年5月16日から29日までルイジアナ州ニューオーリンズを訪問し、夏に大西洋岸で演習を行った後10月21日にニューヨークを出航、アジア艦隊に合流する。ニューオーリンズはスエズ運河を通過してアゾレス諸島とポートサイドを訪問し、12月21日にマニラに到着した。続く5年にわたってアジア艦隊巡洋艦戦隊の旗艦として、フィリピンおよび中国海域で活動する。旗艦任務をボルチモア (USS Baltimore, C-3) と交代し、1904年12月27日にカヴィテを出航、1905年1月27日にメア・アイランド海軍造船所に到着し、2月6日に退役した。
ニューオーリンズは1909年11月15日に再就役し、1910年4月25日に横浜でアジア艦隊の任務に復帰した。極東での任務の後、1912年2月14日にワシントン州ブレマートンに帰還、予備役となる。1913年12月31日に再び任務に復帰し、1914年の春までメキシコ西岸の偵察に従事、夏にはワシントン州海軍民兵の訓練を担当し、秋にメキシコ水域に戻る。アメリカ合衆国が第一次世界大戦に参戦すると、ニューオーリンズはピュージェット・サウンド海軍工廠でオーバーホールが行われ、作業後出航しパナマ運河を通過、東海岸に向かい1917年8月27日にハンプトン・ローズに到着した。
ニューオーリンズはニューヨークからイギリス、フランスに向かう船団の護衛を駆逐艦と共に担当し、その後1918年1月16日にニューヨークを出航しアジアステーションに向かった。パナマとホノルルを経由し、3月13日に横浜に到着する。そこから中国、フィリピンへ巡航し、1919年7月17日から12月20日までロシアのウラジオストクでステーション艦としてシベリアの連合軍を支援した。
カヴィテで修理を行った後、ニューオーリンズはウラジオストクに戻り1920年5月20日から9月27日まで連合軍派遣部隊支援の任務を再開した。アジア艦隊での任務期間中の1921年8月8日に CL-22 に艦種変更される。その後1922年2月14日から8月17日までウラジオストクでの任務に従事した。9月23日にメア・アイランド海軍造船所に帰還し、11月16日に退役した。ニューオーリンズは1929年11月13日に除籍された。1925年4月1日、4.7インチ砲5番が合衆国政府からイリノイ州ケーン郡に寄贈され、現在ジェネヴァのケーン郡庁舎に展示されている。ニューオーリンズは1930年2月11日にスクラップとして売却された。